# Marco Büchel
Marco Büchel (ur. 4 listopada 1971 w Walenstadt w Szwajcarii) – narciarz alpejski reprezentujący barwy Liechtensteinu, wicemistrz świata.

## Kariera
Po raz pierwszy na arenie międzynarodowej pojawił się w 1988 roku, startując na mistrzostwach świata juniorów w Madonna di Campiglio, gdzie zajął 74. miejsce w gigancie. Podczas rozgrywanych rok później mistrzostw świata juniorów w Zinal w tej samej konkurencji zajął 35. miejsce.
W zawodach Pucharu Świata zadebiutował 3 grudnia 1994 roku w Tignes, gdzie nie ukończył giganta. Pierwsze pucharowe punkty wywalczył 27 października 1996 roku w Sölden, zajmując 21. miejsce w tej samej konkurencji. Na podium zawodów tego cyklu po raz pierwszy stanął 20 listopada 1998 roku w Park City, kończąc giganta na trzeciej pozycji. W zawodach tych wyprzedzili go dwaj Austriacy: Stephan Eberharter i Christian Mayer. Łącznie osiemnaście razy stawał na podium, odnosząc cztery zwycięstwa: 23 lutego 2003 roku w Garmisch-Partenkirchen i 18 stycznia 2008 roku w Kitzbühel wygrywał supergiganty, a 17 grudnia 2005 roku w Val Gardena i 25 listopada 2006 roku w Lake Louise był najlepszy w zjazdach. Najlepsze wyniki osiągnął w sezonie 2006/2007, kiedy zajął siódme miejsce w klasyfikacji generalnej, a w klasyfikacji zjazdu był drugi. Ponadto w sezonie 2002/2003 był drugi w klasyfikacji supergiganta.
Na mistrzostwach świata w Vail/Beaver Creek wywalczył srebrny medal w gigancie. W zawodach tych rozdzielił Norwega Lasse Kjusa i Steve'a Lochera ze Szwajcarii. Był to jego jedyny medal wywalczony na międzynarodowej imprezie tej rangi. Był też między innymi piąty w supergigancie podczas mistrzostw świata w Bormio w 2005 roku oraz czwarty w zjeździe na mistrzostwach świata w Val d’Isère, gdzie walkę o podium przegrał ze Szwajcarem Carlo Janką o 0,35 sekundy. W 1992 roku wystartował na igrzyskach olimpijskich w Albertville, gdzie zajął 36. miejsce w supergigancie, a giganta nie ukończył. Startował także na pięciu kolejnych edycjach tej imprezy, najlepsze wyniki osiągając podczas igrzysk olimpijskich w Turynie w 2006 roku, gdzie zajął szóste miejsce w supergigancie i siódme w zjeździe.
Karierę sportową zakończył po sezonie 2009/2010, ubrany w garnitur i krótkie spodenki zjeżdżając po trasie Kandahar w Garmisch-Partenkirchen.

## Osiągnięcia

### Igrzyska olimpijskie
| Miejsce | Dzień     | Rok  | Miejscowość    | Konkurencja | Czas biegu | Strata | Zwycięzca           |
| ------- | --------- | ---- | -------------- | ----------- | ---------- | ------ | ------------------- |
| 36.     | 16 lutego | 1992 | Albertville    | Supergigant | 1:13,04    | +4,21  | Kjetil André Aamodt |
| DNF1    | 18 lutego | 1992 | Albertville    | Gigant      | 2:06,98    | -      | Alberto Tomba       |
| 40.     | 13 lutego | 1994 | Lillehammer    | Zjazd       | 1:45,75    | +3,22  | Tommy Moe           |
| 33.     | 15 lutego | 1994 | Lillehammer    | Kombinacja  | 3:17,53    | +30,32 | Lasse Kjus          |
| 32.     | 17 lutego | 1994 | Lillehammer    | Supergigant | 1:32,53    | +3,25  | Markus Wasmeier     |
| DNF2    | 23 lutego | 1994 | Lillehammer    | Gigant      | 2:52,46    | +      | Markus Wasmeier     |
| 14.     | 19 lutego | 1998 | Nagano         | Gigant      | 2:38,51    | +3,48  | Hermann Maier       |
| 29.     | 10 lutego | 2002 | Salt Lake City | Zjazd       | 1:39,13    | +2,73  | Fritz Strobl        |
| 13.     | 16 lutego | 2002 | Salt Lake City | Supergigant | 1:21,58    | +1,94  | Kjetil André Aamodt |
| 17.     | 21 lutego | 2002 | Salt Lake City | Gigant      | 2:23,28    | +2,61  | Stephan Eberharter  |
| 7.      | 12 lutego | 2006 | Turyn          | Zjazd       | 1:48,80    | +1,24  | Antoine Dénériaz    |
| 6.      | 18 lutego | 2006 | Turyn          | Supergigant | 1:30,65    | +0,57  | Kjetil André Aamodt |
| DNF1    | 20 lutego | 2006 | Turyn          | Gigant      | 2:35,00    | -      | Benjamin Raich      |
| 8.      | 15 lutego | 2010 | Vancouver      | Zjazd       | 1:54,31    | +0,53  | Didier Défago       |
| DNF     | 19 lutego | 2010 | Vancouver      | Supergigant | 1:30,34    | -      | Aksel Lund Svindal  |

### Mistrzostwa świata
| Miejsce | Dzień       | Rok  | Miejscowość       | Konkurencja     | Czas biegu | Strata      | Zwycięzca            |
| ------- | ----------- | ---- | ----------------- | --------------- | ---------- | ----------- | -------------------- |
| DNF1    | 22 stycznia | 1991 | Saalbach          | Slalom          | 1:55,38    | -           | Marc Girardelli      |
| DNF     | 23 stycznia | 1991 | Saalbach          | Supergigant     | 1:26,73    | -           | Stephan Eberharter   |
| DNF     | 27 stycznia | 1991 | Saalbach          | Zjazd           | 1:54,91    | -           | Franz Heinzer        |
| 21.     | 30 stycznia | 1991 | Saalbach          | Kombinacja      | 16,28 pkt  | +100,63 pkt | Stephan Eberharter   |
| DNF1    | 3 lutego    | 1991 | Saalbach          | Gigant          | 2:29,94    | -           | Rudolf Nierlich      |
| DNF1    | 8 lutego    | 1993 | Morioka           | Kombinacja      | 34,22 pkt  | -           | Lasse Kjus           |
| 18.     | 23 lutego   | 1996 | Sierra Nevada     | Gigant          | 1:58,63    | +6,15       | Alberto Tomba        |
| DNS1    | 25 lutego   | 1996 | Sierra Nevada     | Slalom          | 1:42,26    | -           | Alberto Tomba        |
| 16.     | 12 lutego   | 1997 | Sestriere         | Gigant          | 2:48,23    | +6,98       | Michael von Grünigen |
| 2.      | 12 lutego   | 1999 | Vail/Beaver Creek | Gigant          | 2:19,31    | +0,05       | Lasse Kjus           |
| DNF     | 31 stycznia | 2001 | St. Anton         | Supergigant     | 1:21,46    | -           | Daron Rahlves        |
| 9.      | 8 lutego    | 2001 | St. Anton         | Gigant          | 2:23,80    | +1,56       | Michael von Grünigen |
| 11.     | 2 lutego    | 2003 | Sankt Moritz      | Supergigant     | 1:38,80    | +1,57       | Stephan Eberharter   |
| 18.     | 8 lutego    | 2003 | Sankt Moritz      | Zjazd           | 1:43,54    | +2,38       | Michael Walchhofer   |
| 19.     | 12 lutego   | 2003 | Sankt Moritz      | Gigant          | 2:45,93    | +1,66       | Bode Miller          |
| 5.      | 29 stycznia | 2005 | Bormio            | Supergigant     | 1:27,55    | +1,06       | Bode Miller          |
| 25.     | 5 lutego    | 2005 | Bormio            | Zjazd           | 1:56,22    | +2,37       | Bode Miller          |
| DNF1    | 9 lutego    | 2005 | Bormio            | Gigant          | 2:50,41    | –           | Hermann Maier        |
| 10.     | 6 lutego    | 2007 | Åre               | Supergigant     | 1:14,30    | +0,69       | Patrick Staudacher   |
| DNS     | 8 lutego    | 2007 | Åre               | Superkombinacja | 2:28,99    | -           | Daniel Albrecht      |
| DNF     | 11 lutego   | 2007 | Åre               | Zjazd           | 1:44,68    | -           | Aksel Lund Svindal   |
| 10.     | 14 lutego   | 2007 | Åre               | Gigant          | 2:19,64    | +1,62       | Aksel Lund Svindal   |
| 7.      | 4 lutego    | 2009 | Val d’Isère       | Supergigant     | 1:19,41    | +1,68       | Didier Cuche         |
| 4.      | 7 lutego    | 2009 | Val d’Isère       | Zjazd           | 2:07,01    | +0,52       | John Kucera          |

### Mistrzostwa świata juniorów
| Miejsce | Dzień       | Rok  | Miejscowość          | Konkurencja | Czas biegu | Strata | Zwycięzca    |
| ------- | ----------- | ---- | -------------------- | ----------- | ---------- | ------ | ------------ |
| 74.     | 29 stycznia | 1988 | Madonna di Campiglio | Gigant      | 2:05,55    | +8,69  | Gregor Grilc |
| 35.     | 24 marca    | 1990 | Zinal                | Gigant      | 2:20,38    | +8,06  | Lasse Kjus   |

### Puchar Świata

#### Miejsca w klasyfikacji generalnej
- sezon 1996/1997: 110.
- sezon 1997/1998: 39.
- sezon 1998/1999: 34.
- sezon 1999/2000: 21.
- sezon 2000/2001: 14.
- sezon 2001/2002: 66.
- sezon 2002/2003: 23.
- sezon 2003/2004: 46.
- sezon 2004/2005: 11.
- sezon 2005/2006: 10.
- sezon 2006/2007: 7.
- sezon 2007/2008: 19.
- sezon 2008/2009: 31.
- sezon 2009/2010: 26.

#### Miejsca na podium w zawodach
1. Park City – 20 listopada 1998 (gigant) – 3. miejsce
2. Kranjska Gora – 8 marca 2000 (gigant) – 3. miejsce
3. Hinterstoder – 11 marca 2000 (gigant) – 2. miejsce
4. Les Arcs – 6 stycznia 2001 (gigant) – 3. miejsce
5. Shiga Kōgen – 15 lutego 2001 (gigant) – 2. miejsce
6. Beaver Creek – 8 lutego 2002 (supergigant) – 2. miejsce
7. Val Ghërdina – 20 grudnia 2002 (supergigant) – 3. miejsce
8. Garmisch-Partenkirchen – 23 lutego 2003 (supergigant) – 1. miejsce
9. Val d’Isère – 11 grudnia 2004 (zjazd) – 2. miejsce
10. Lake Louise – 26 listopada 2006 (zjazd) – 3. miejsce
11. Val Ghërdina – 17 grudnia 2005 (zjazd) – 1. miejsce
12. Kitzbühel – 21 stycznia 2006 (zjazd) – 2. miejsce
13. Lake Louise – 25 listopada 2006 (zjazd) – 1. miejsce
14. Kvitfjell – 10 marca 2006 (zjazd) – 3. miejsce
15. Val Ghërdina – 14 grudnia 2007 (supergigant) – 3. miejsce
16. Kitzbühel – 18 stycznia 2008 (supergigant) – 1. miejsce
17. Beaver Creek – 5 grudnia 2008 (zjazd) – 2. miejsce
18. Wengen – 16 stycznia 2010 (zjazd) – 3. miejsce

### Mistrzostwa Szwajcarii
- 1999/2000: mistrz w biegu zjazdowym, slalomie gigancie oraz kombinacji alpejskiej
- 2000/2001: mistrz w slalomie równoległym